# Richard Fleischer (Physiker)
Johann Richard Fleischer (* 29. August 1897 in Meißen; † 1986) war ein deutscher Physiker, Meteorologe und Hochschullehrer.

## Leben
Nach dem Schulbesuch studierte er und beschäftigte sich insbesondere mit Lichtelektrizität, Vakuumtechnik und Optik. Er promovierte 1925 zum Dr. rer. tech. und war Assistent von Harry Dember am Physikalischen Institut der Technischen Hochschule Dresden. Nach seiner Habilitation wurde er 1932 Dozent an der Technischen Hochschule Dresden. Er war Mitglieder der Deutschen Physikalischen Gesellschaft.
Nach dem Zweiten Weltkrieg wurde er wissenschaftlicher Mitarbeiter beim Deutschen Wetterdienst am Meteorologischen Observatorium in Hamburg. Hier publizierte er u. a. mehrfach über die Strahlungsbilanz.

## Werke (Auswahl)
- Der Einfluß des Sauerstoffs auf das optische Absorptionsvermögen und auf die lichtelektrische Elektronenemission des Kaliums. In: Annalen der Physik. 1927.
- Über die lichtelektrische Elektronenemission und das optische Absorptionsvermögen des Kaliums in Abhängigkeit vom Gasgehalt des Metalles. In: Annalen der Physik. 1927.
- Richard Fleischer, Horst Teichmann: Die lichtelektrische Zelle und ihre Herstellung. In: Wissenschaftliche Forschungsberichte. Band 27. Dresden/Leipzig 1932 (mit einer Einführung von Harry Dember).
- Die Konstruktion lichtelektrischer Zellen mit großen Kathodenflächen. 1932.
- Zur Bestimmung  magnetischer Felder. 1934.
- Die Strahlenmeßkugel nach Larché-Schulze. 1952.
- Der Jahresgang der Strahlungsbilanz sowie ihrer lang- und kurzwelligen Komponenten. In: Berichte Deutscher Wetterdienst Nr. 22, 32 (1956).
- Vier Jahre Strahlungsbilanz – Registrierung am Meteorologischen Observatorium Hamburg. 1958.